# Kopidodon
Kopidodon is een geslacht van uitgestorven boombewonende zoogdieren uit de Paroxyclaenidae. Dit dier leefde tijdens in het Midden-Eoceen (circa 49 miljoen geleden) in wat nu Duitsland is. 

## Fossiele vondsten
Fossielen van Kopidodon zijn gevonden in Grube Messel.

## Kenmerken
Kopidodon was ongeveer een meter lang met een kop-romplengte van 55 tot 60 cm waaronder een schedel van 14 cm lang met een brede snuit en een staart van 47 tot 55 cm lang. Het lichaamsgewicht wordt geschat op 3 tot 6 kg. 
De bouw van de poten, voeten en klauwen wijzen erop dat Kopidodon een boombewoner was. Het kan beschouwd kan worden als de tegenhanger van de kleine arctocyoniden uit de Chriacinae die tijdens het Paleoceen en Eoceen in Noord-Amerika leefden en hedendaagse palmrollers en kinkajoes. De achterpoten waren iets langer dan de voorpoten. Het opperarmbeen toont aanhechtingspunten voor krachtige spieren. De handen waren groot en breed met lange klauwen. De handen en voeten hadden mobiele gewrichten. De bouw van de achterpoten wijst wel op een beperkte behendigheid en Kopidodon zal klimmend onderweg zijn geweest door de bomen en niet springend van tak naar tak. De staart had een dikke vacht en leek daarmee op die van een binturong en diende voor balans, maar fungeerde niet als grijporgaan. Op basis van de bouw van de voeten en handen bewoog Kopidodon zich op de grond voort als een zoolganger. De oren waren klein en rond. Gefossiliseerde maaginhoud en de tanden geven aan dat Kopidodon zich voedde met zachte planten, zaden en vruchten. 
Verder blijkt uit de fossielen dat er bij Kopidodon sprake was van geslachtsverschillen: de mannelijke dieren hadden grotere hoektanden dan de vrouwtjes. Deze 'sabeltanden' speelden vermoedelijk een rol bij de balts en bij het imponeren van rivalen. Het is een dier met een vrij uitzonderlijke combinatie van kenmerken, kiezen als een planteneter maar hoektanden die op slagtanden lijken. Vandaag de dag komt deze combinatie voor bij het muskushert. 